# Російський державний військово-історичний архів
55°46′05″ пн. ш. 37°41′05″ сх. д. / 55.768029° пн. ш. 37.684745° сх. д.
Російський державний військово-історичний архів — архівна установа РФ, в якому зосереджені документи про російську армію за період з кінця XVII століття до 1918 року.

Утворився в результаті об'єднання матеріалів найбільших військових архівів дореволюційної Росії: Військово-наукового, Лефортовського, Московського військово-окружного та Центрального сховища військово-історичних справ діючої армії.

## Історія
Військово-вчений архів виник в Петербурзі за указом Павла I. від 8 серпня 1797 року, як архівне відділення власного Його Імператорської Величності Депо карт, перетворене в лютому 1812 року в Військове топографічне депо і, перейменоване в травні 1816 р, в Військово-топографічне депо (ВТД). У 1863 році архів ВТД був перейменований у Військово-історичний і топографічний архів, а в 1867 році перетворений у військово-вчений архів Головного штабу (з 1906 — Головного управління Генерального штабу). Він комплектувався як картографічними матеріалами, так і військово-оперативними документами, описами військових дій, донесеннями військово-дипломатичних агентів, мемуарами і т. д. Лефортовський архів був утворений 7 лютого 1819 року як московське відділення архіву інспекторського департаменту Головного штабу є.і. в. для зберігання втратили практичне значення справ установ Військової колегії, Військового міністерства, діючих армій XVIII—XIX століть, канцелярій і «чергувань» воєначальників. У 1865 році, після утворення головного штабу військового міністерства, архів був перетворений в Московське відділення загального архіву Головного штабу. У 1866 році документи архіву, що наводилися до цього в будівлі Сенату в Кремлі, були перевезені в колишній Лефортовський палац. Московський військово-окружний архів був утворений в 1860-і роки при штабі Московського військового округу для зберігання документів штабу, окружних військових управлінь і установ, військових частин округу. Центральне сховище військово-історичних справ діючої армії було утворено в Москві наказом Верховного Головнокомандувача № 65 від 22 вересня 1914 року для збору документів Першої світової війни. За радянських часів, в 1925 році був утворений Військово-історичний архів РРФСР (з 1933 Центральний військово-історичний архів СРСР, з 1941 — Центральний державний військово-історичний архів СРСР (ЦГВІА СРСР). У 1955 році був ліквідований філія ЦГВІА СРСР в Ленінграді, документи якого до 1958 року зосередилися в Москві. У 1964 році в архів надійшли справи колишнього військового відділу Центрального державного історичного архіву Грузинської РСР. Указом Президента РФ від 2 квітня 1997 РГВІА був включений, поряд з Державним музеєм образотворчих мистецтв ім. Пушкіна, Третьяковської Галереєю, Ермітажем, Російським музеєм, Державним архівом РФ, російським Державним архівом літератури і мистецтва, російським Державним архівом стародавніх актів та ін., В Державний Звід особливо цінних об'єктів культурної спадщини народів Російської Федерації. Директор-А. В. Приютов

## Назви
У РГВІА сконцентрований ряд великих комплексів військово-історичної документації. Його попередниками були найстаріші військові архіви Російської імперії.                                                                   8 серпня 1797 року в Санкт-Петербурзі за наказом Павла I було утворено власне Його Імператорської Величності депо карт.                                                                                                                    1812-1863-архів військово-топографічного депо Військового міністерства.                                                                                                                                                                                                         1863-1867-Військово-історичний і топографічний архів Головного управління Генерального штабу.                                                                                                                                                                     1867-1906-військово-вчений архів Головного штабу (ВУА).                                                                                                                                                                                                                                     1906-1918-Військово-вчений архів Головного управління Генерального штабу.                                                                                                                                                                                                     1918-1925-військово-морська секція ЕГАФ РРФСР.                                                                                                                                                                                                                                                1925-1933-Військово-історичний архів (ВІА) РРФСР.                                                                                                                                                                                                                                                 1933-1941-Центральний військово-історичний архів СРСР (ЦВІА).                                                                                                                                                                                                                      1941-1992-Центральний державний військово-історичний архів СРСР (ЦГВІА СРСР).                                                                                                                                                                                             З червня 1992 року носить ім'я — Російський державний військово-історичний архів (РГВІА).

## Фонди
В архіві зберігаються документи, що утворилися в діяльності центральних і місцевих управлінь і установ Російської армії, управлінь і штабів фронтів, армій, з'єднань і частин всіх родів Сухопутних військ і військово-повітряних сил, військово-навчальних закладів, громадських організацій, утворених для сприяння армії; фонди особового походження, а також колекції документів, в тому числі колекції колишнього Військово-вченого архіву.                                                                                                                                                                                                                                                              В архіві зберігається також понад 60 тисяч книг і періодичних видань, випущених з 1667 року по теперішній час, в тому числі за кордоном. Серед них: Повне зібрання законів Російської імперії, Звід військових постанов, найвищі накази, накази по військовому відомству, розкладу Сухопутних військ, видання з історії воєн. Досить повно представлені періодичні видання, такі як» артилерійський журнал«,» Військово-історичний збірник«,» Військовий збірник«,» розвідник«,» Російський інвалід«,» Російська старина " та ін.

## Діяльність
Станом на початок 2010 року архів налічує 3 423 120 одиниць зберігання.                                                                                                                                                                                                                З 14 травня 2010 року в архіві відкрито другий читальний зал для роботи з мікрофільмами на 8 посадочних місць. Число місць для роботи з документами на паперових носіях збільшилася до 24. Одноразово архів готовий приймати 32 користувача.

## Адреса
105005, м. Москва, 2-я Бауманська вул., 3.